# Sankta Maria av Formosas kapell, Pula
Sankta Maria av Formosas kapell (kroatiska: Kapela Svete Marije Formoze, italienska: Cappella di Santa Maria Formosa) är ett kulturminnesskyddat kapell i Pula i Kroatien. Det uppfördes under det bysantinska styret i slutet av 500-talet och var ursprungligen en del av den mycket större Sankta Maria av Formosas basilika. Kapellet är beläget sydväst om Pulaborgen och är en turistattraktion.

## Arkitektur och historik

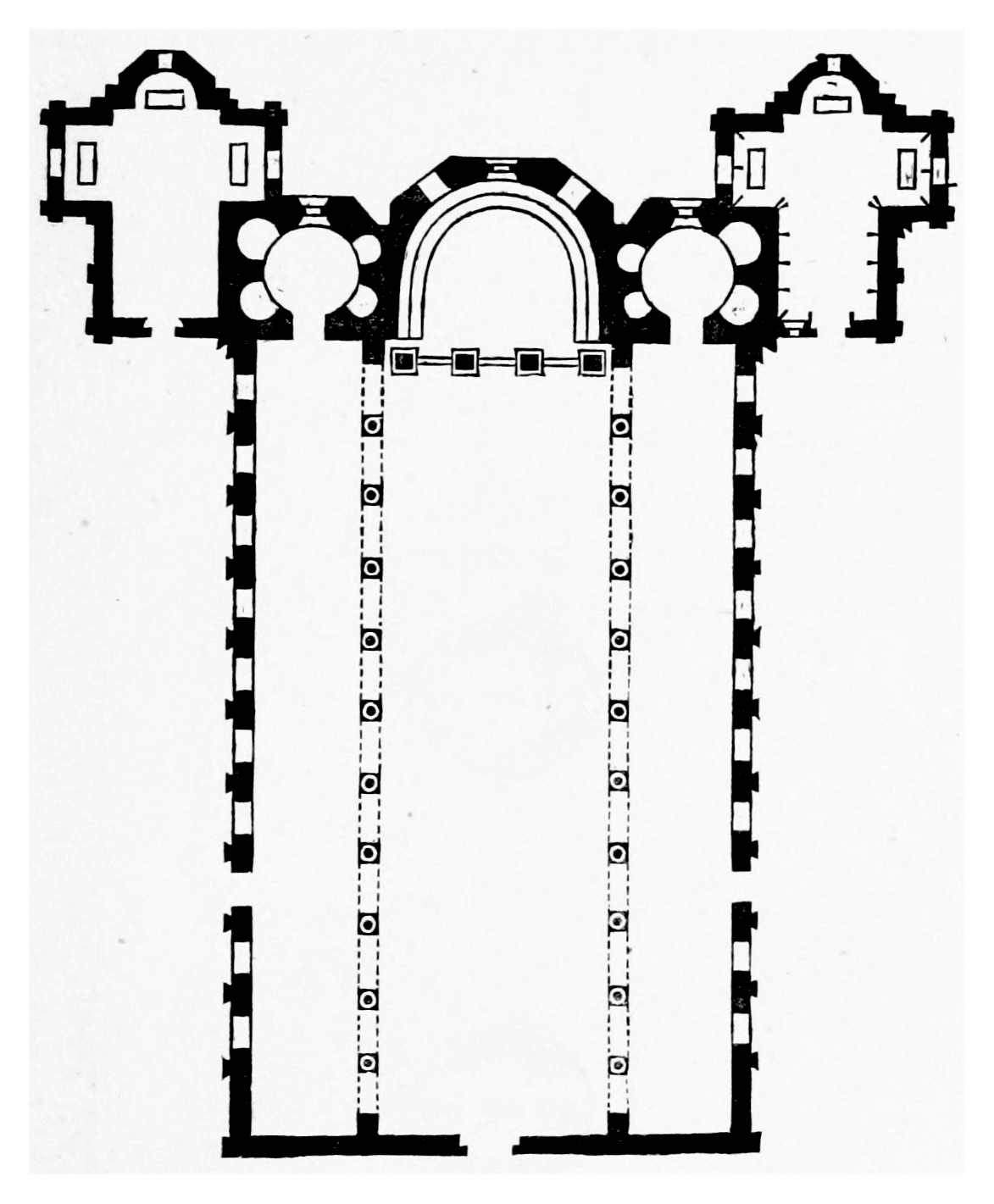
Planritning av den sedan 1600-talet ej längre existerande Sankta Maria av Formosas basilika.

Den forna benediktinska basilikan Maria av Formosa var treskeppig och hade polygonala absider. Huvudbyggnaden var 32 meter lång och 19 meter bred. På var sida om kapellkransen fanns två med huvudstrukturen sammanbyggda men utskjutande minneskapell. När basilikan och klosterkomplexet revs på 1600-talet kvarstod det södra kapellet – Sankta Maria av Formosas kapell. Det norra kapellet integrerades senare i omgivande byggnadsstrukturer.     
Det lilla kapellets planritning har formen av ett grekiskt kors. Dess golv och väggar var ursprungligen dekorerade med mosaiker varav en del finns utställda i Arkeologiska museet. Stilmässigt påminner kapellet om de samtida Ravenna-kyrkorna men är till skillnad från dem inte uppförd med murtegel utan solid sten. På grund av dess dimensioner, utförande och goda bevarandestatus är kapellet ett extraordinärt arkitektoniskt mästerverk från sin tid.